# Madecassorythus
Madecassorythus is een geslacht van haften (Ephemeroptera) uit de familie Tricorythidae.

## Soorten
Het geslacht Madecassorythus omvat de volgende soorten:
- Madecassorythus hertui
- Madecassorythus linae
- Madecassorythus ramanankasinae
- Madecassorythus raphaeli